# Bishopstrow
 (septembre 2023).
Bishopstrow est une paroisse civile et un village du Wiltshire, en Angleterre.